# Fuenlabrada de los Montes (kommunhuvudort)
Fuenlabrada de los Montes är en kommunhuvudort i Spanien.   Den ligger i provinsen Provincia de Badajoz och regionen Extremadura, i den centrala delen av landet, 180 km sydväst om huvudstaden Madrid. Fuenlabrada de los Montes ligger 539 meter över havet och antalet invånare är 1 929.
Terrängen runt Fuenlabrada de los Montes är huvudsakligen kuperad, men åt nordväst är den platt. Terrängen runt Fuenlabrada de los Montes sluttar västerut. Runt Fuenlabrada de los Montes är det glesbefolkat, med 8 invånare per kvadratkilometer. Närmaste större samhälle är Herrera del Duque, 10,7 km väster om Fuenlabrada de los Montes. Omgivningarna runt Fuenlabrada de los Montes är huvudsakligen savann.